# Apulo (ort)
Apulo är en ort i Colombia.   Den ligger i departementet Cundinamarca, i den centrala delen av landet, 60 km väster om huvudstaden Bogotá. Apulo ligger 415 meter över havet och antalet invånare är 4 084.
Terrängen runt Apulo är huvudsakligen kuperad. Apulo ligger nere i en dal. Runt Apulo är det ganska tätbefolkat, med 104 invånare per kvadratkilometer. Närmaste större samhälle är Agua de Dios, 18,0 km sydväst om Apulo. Omgivningarna runt Apulo är huvudsakligen savann.